# Партия социалистов-революционеров Грузии
Партия социалистов-революционеров Грузии — партия, избирательный субъект, образованный летом 1918 года как самостоятельная политическая единица. Партия разделяла крайне левую идеологию, и её члены работали, в основном, в Южно-Кавказском региональном отделении русской партии эсеров.
В феврале 1919 года она участвовала в выборах в Учредительное собрание Грузии. В партийном списке из 73 человек было 5 женщин-кандидатов. На выборах в Учредительное собрание Грузии получила 6 мандатов.